# Rieju
Rieju és una empresa catalana fabricant de ciclomotors i motocicletes de petita cilindrada amb seu a Figueres, Alt Empordà. La seva raó social és Rieju, S.A. i fou fundada el 1942 per Lluís Riera i Jaume Juanola.

## Història
El 1934, Lluís Riera Carré i Jaume Juanola Farrés registraren la marca "Rieju", acrònim dels seus respectius cognoms, amb la intenció de produir accessoris per a bicicleta. Els plans inicials es veieren, però, alterats per la guerra civil espanyola i la nau industrial, en fase de construcció, fou confiscada i destinada a parc de vehicles militars. Acabada la guerra l'edifici fou restituït, reprenent-se la producció. El 1942 es fundà la societat Riera & Juanola R.L. que començà la fabricació també de bicicletes amb les marques Emporium i Marathon.

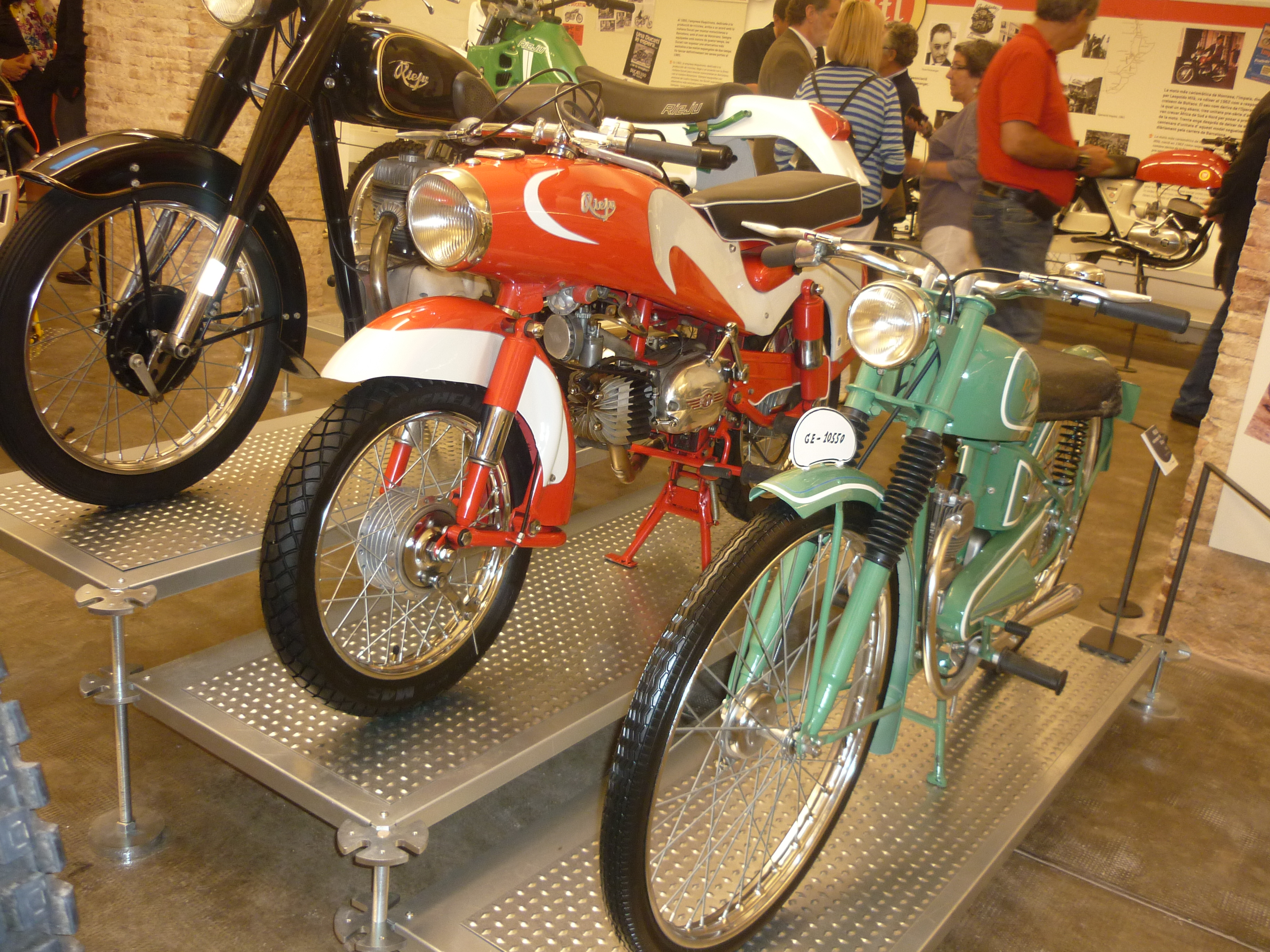
Mostra de models històrics de Rieju

El 1945 s'arribà a un acord amb l'empresa francesa Serwa per al subministrament de motors auxiliars de 38 cc i Rieju començà a produir el primer velomotor denominat "Autociclo", que es fabricaria en quatre diferents versions durant els següents set anys, amb motors de 50 cc. El 1953 sortí a la llum la primera motocicleta, una motocicleta lleugera d'estampa turística, dotada de motor de quatre temps Fita AMC de 175 cc, complementada després amb la versió esportiva. El 1955 Rieju desenvolupà el prototipus d'un microcotxe amb carrosseria tancada que no fou portat a la producció, tot i que es presentà a la Fira de Mostres de Barcelona d'aquell any. Tenia aspecte d'ou i motor posterior Fita AMC de 175 cc. El model es basava en un motocarro de caixa davantera construït prèviament que havia tingut poc èxit, de manera que s'intentava aprofitar els xassissos sobrants per a aquest altre vehicle, també sense èxit.
Amb alguns anys d'endarreriment envers la resta d'Europa, arriba a Catalunya l'era de l'expansió popular de l'automòbil, amb la construcció sota llicència del Seat 600 el 1957, la qual cosa comportà un ràpid declivi de la motocicleta com a mitjà de transport. A cavall entre els anys 50 i els 60, Rieju produeix interessants models de motocicletes, motos lleugeres i escúters de roda alta, inspirats en l'estil italià i francès de l'època, amb motors de dos temps més econòmics, sempre AMC, sense reeixir, però, a contenir la caiguda de les vendes en nivells productius sostenibles.
El 1960 Rieju decideix apostar per la seva dedicació plena als ciclomotors esportius, arribant a un acord amb Minarelli per a la producció sota llicència de motors de dos temps de 50 cc. El primer que es posà a la venda, el Rieju Jaca P3 de 1964, obtingué un gran èxit i es produí sense modificacions fins al 1970, reeixint a capgirar el mal moment de l'empresa.
Durant el tres decennis següents, en crescuda constant, Rieju esdevingué una de les principals marques de ciclomotors del mercat espanyol, adreçant-se sobretot a clients joves amb models esportius d'enduro, sempre dotats de motors Minarelli.
Durant els anys 80 Rieju arribà a un acord amb Malaguti per a la construcció sota llicència d'alguns models de l'empresa italiana (F10, F12, Crosser i RST). L'acord cessà cap a mitjan anys 90, quan l'empresa figuerenca començà a exportar els seus propis ciclomotors a l'estranger.
El 2007 es comercialitzà la Marathon, model d'enduro professional amb motor Yamaha WR 250/450 i xassís Gas Gas.

### Actualitat

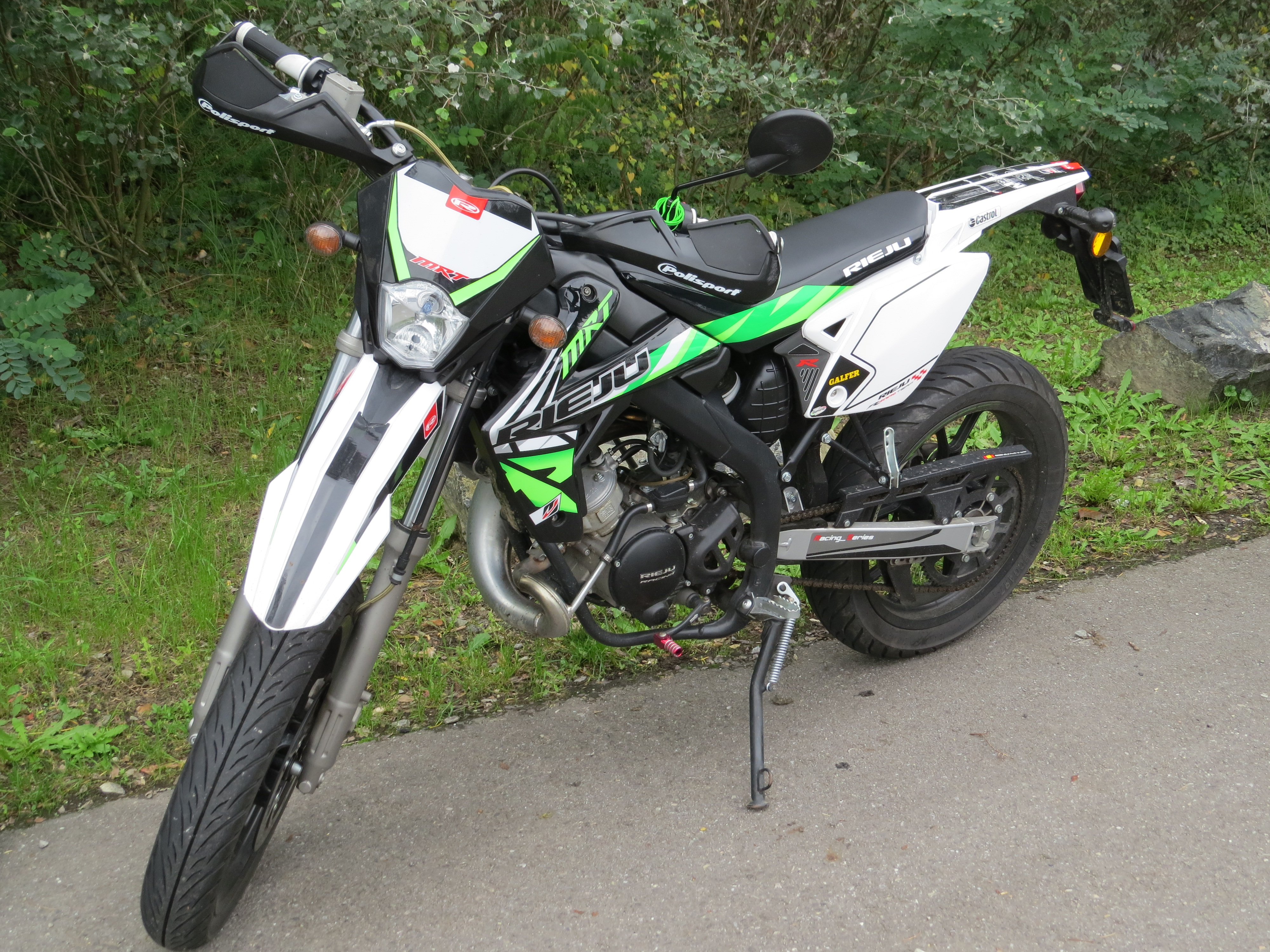
Una Rieju MRT a Àustria, el 2017

A començaments de 2012, l'empresa inicià el muntatge de la nova moto elèctrica Rieju Mius, un escúter dissenyat i fabricat íntegrament a Catalunya del qual se'n produiran un miler d'unitats durant el primer any. A banda, el 16 de març del mateix any s'anuncià que Gas Gas, Ossa i Rieju havien decidit d'unir-se per a desenvolupar conjuntament un motor de quatre temps compatible amb les motos que produeixen les tres companyies. L'acord disposa d'un pressupost de dos milions d'euros i, segons s'anuncià, “és el primer punt de col·laboració entre les marques, però hi ha altres projectes en cartera”. El motor es fabricarà probablement a la planta de Gas Gas i l'objectiu és tenir-lo acabat en un termini de dos anys. Segons Joan Sureda, Director general d'Indústria de la Generalitat de Catalunya, el projecte es fa conjuntament amb l'administració catalana.
El 23 de desembre de 2015, la Generalitat de Catalunya i l'Ajuntament de Barcelona signaren un conveni per a la creació del Consorci Industrial de Moto Elèctrica Catalana, per mitjà del qual els fabricants Scutum, Volta Motorbikes, Torrot Electric i Rieju acorden fabricar conjuntament un escúter elèctric 100% català, amb la intenció de produir-ne 10.000 unitats anuals i comercialitzar-lo a partir del 2017, però el projecte fracassà i s'abandonà en 2017.

## Producció
Rieju produeix una gamma completa de productes, visibles al seu Web oficial, d'entre els quals en destaquen:
- Carretera

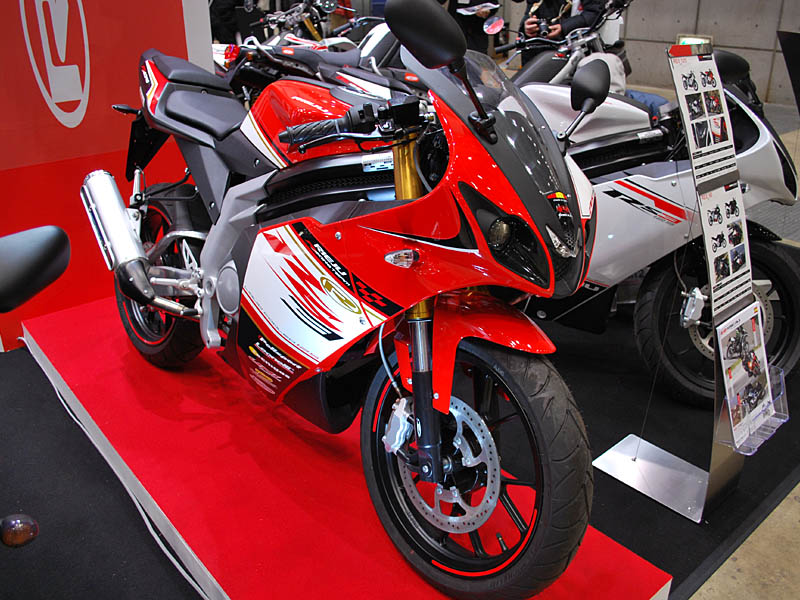
Rieju RS3 125 del 2012

  - RS3 50 E 125: Vehicle innovador amb motors Minarelli i Yamaha

Properament en producció una versió Naked
- Enduro
  - MRT 50: Enduro versions base i Pro (motor Minarelli)
  - Marathon 125: Enduro versions base i Pro (motor Yamaha)
  - Marathon 250 - 450: Enduro competició (motor Yamaha)

De propera aparició la versió competició de la Marathon 125
- Motard
  - MRT 50: Supermotard versions base i Pro (motor Minarelli)
  - Marathon 125: Supermotard versions base i Pro (motor Yamaha)
  - Marathon 450: Supermotard (versió prototipus per a competició)
- Scrambler
  - Tango i Tangoo 50: Moto molt polivalent i lleugera adaptada a tota mena de terreny i per a ciutat (motor Minarelli)
  - Tango 125 i 250: Versió de la Tango amb motor Loncin de cilindrada superior
- Escúter

Rieju presentà a l'EICMA de Milà del 2010 dos nous escúters, de 50 i 125cc, projectats i construïts completament a Catalunya (motors Minarelli i Yamaha). També anuncià que estava treballant en un innovador escúter urbà a tracció elèctrica, desenvolupat conjuntament amb la Universitat de Barcelona.

## Competició

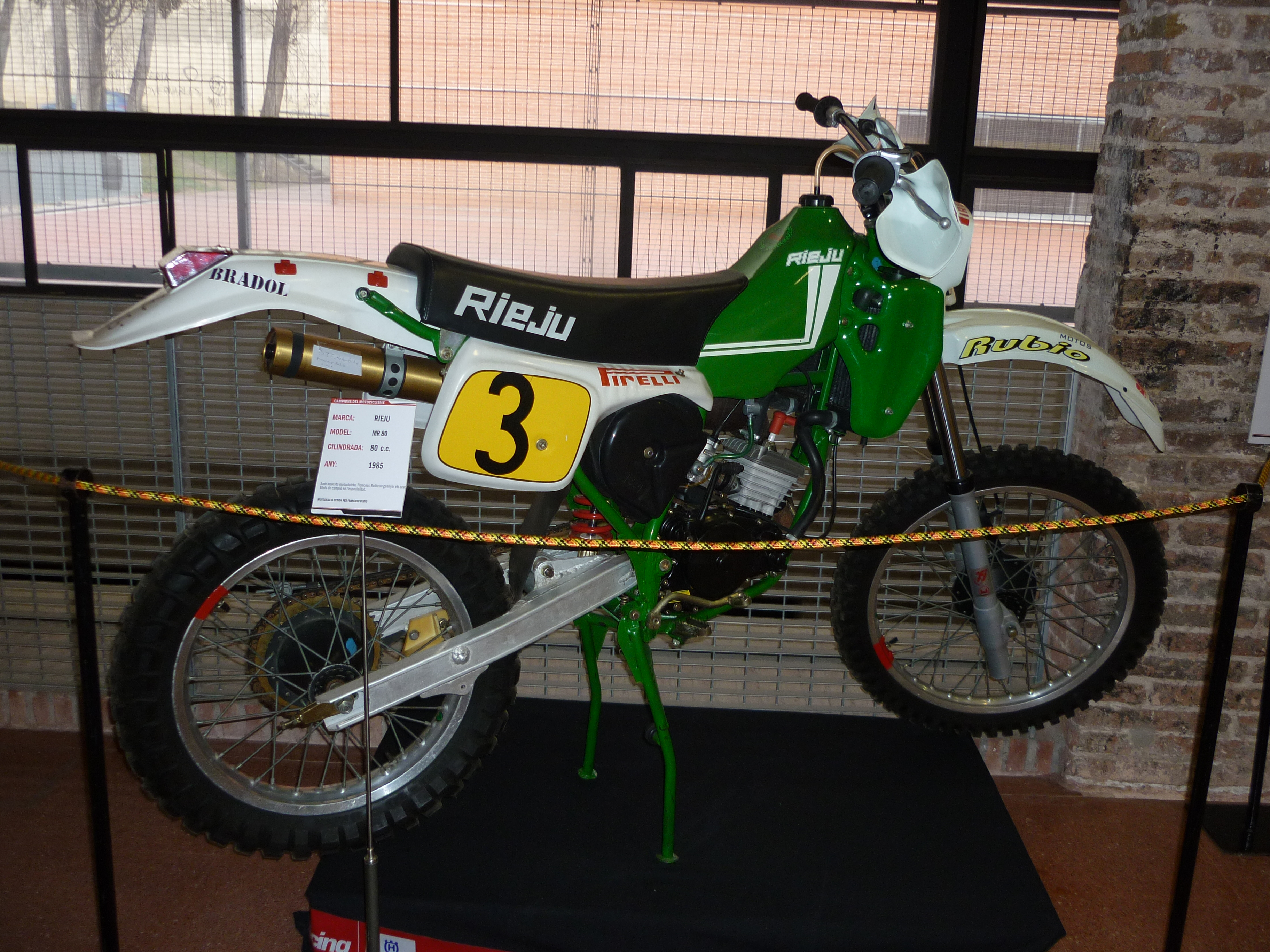
La Rieju MR 80 que pilotà Francesc Rubio als ISDE de 1985

Rieju tingué una gran activitat a les competicions d'enduro estatals durant els anys 80, aconseguint força títols de Campiona d'Espanya a la categoria de 80cc amb els seus pilots estrella, Pep Vila i Francesc Rubio, aquest darrer a més a més assolint amb la moto catalana el Subcampionat del Món de la seva categoria als ISDE de 1985, celebrats a La Cerdanya.
Després d'uns decennis d'abandó de la competició, Rieju torna a ser-hi present amb força. Aquest cop la iniciativa l'ha presa a la filial italiana, Rieju Italia srl (nascuda el 2007) que, sota el guiatge del seu responsable Mirko Torri, ha emprès una important presència a les curses donant suport a alguns equips i pilots. Així, el 2010 Rieju ha pres part als Campionats regionals i estatals italians, al d'Europa i al Mundial de Motorally amb les Marathon 125, 250 i 450 i amb la MRT 50 Competizione, obtenint-hi òptims resultats. Ha participat també al Ral·li dels Faraons del 2010 amb la Marathon 450, amb pilots com ara Ugo Filosa i Andrea Fesani.
Rieju participa també al campionat d'Itàlia d'enduro amb una nodrida representació de pilots i en totes les cilindrades, dels 50 als 450 cc, obtenint-hi també notables resultats.
De cara al 2011, Rieju tenia previst de participar amb l'equip Rieju Factory Team Supermoto al campionat Italià de Supermoto, fent-hi córrer la Marathon n.3 450 desenvolupada expressament per a aquesta disciplina.